# ドン・ブルース
ドン・ブルース（Don Bluth、1937年9月13日 - ）は、アメリカ合衆国の映画プロデューサー、アニメーター。テキサス州エルパソ出身。

## 経歴
テキサス州エルパソに生まれ、カリフォルニア州サンタモニカへ引っ越す。1955年に高校を卒業し、ウォルト・ディズニー・プロダクションへ入社した後、1956年に退職してブリガム・ヤング大学で英文学を専攻し、1968年に卒業と同時にフィルメーション・スタジオへ入社。1971年にウォルト・ディズニー・プロダクションへ移籍するも、ドル箱作品ばかり創る重役達の方針に反発し、1979年の誕生日にゲイリー・ゴールドマンとジョン・ポメロイを連れて退社。自分の会社を設立する。ゲーム業界ではレーザーディスクから再生されるアニメーションを用いたゲーム「Dragon's Lair」「SPACE ACE」の作画でも名高い。2016年にムラカミ賞受賞。

## 映画
| アメリカ公開年 日本公開年    | 邦題 原題                                                        | 担当               |
| ---------------------------- | ---------------------------------------------------------------- | ------------------ |
| 1959年1月29日 1960年7月23日  | 眠れる森の美女 Sleeping Beauty                                   | 動画               |
| 1963年12月25日 1964年7月18日 | 王様の剣 The Sword in the Stone                                  | 動画               |
| 1973年11月8日 1975年7月19日  | ロビン・フッド Robin Hood                                        | 原画               |
| 1977年3月11日 1977年7月2日   | くまのプーさん 完全保存版 The Many Adventures of Winnie the Pooh | 原画               |
| 1977年6月22日 1981年12月19日 | ビアンカの大冒険 The Rescuers                                    | 作画監督           |
| 1977年12月16日               | ピートとドラゴン Pete's Dragon                                   | アニメーション監督 |
| 1978年12月16日               | ロバと少年 The Small One                                         | 監督               |
| 1979年11月16日               | バンジョー いたずら子猫の大冒険 Banjo the woodpile cat           | 監督               |
| 1981年7月10日 1983年3月12日  | きつねと猟犬 The Fox and the Hound                               | 原画               |
| 1982年7月2日                 | ニムの秘密 The Secret of NIMH                                    | 製作 脚本 監督     |
| 1986年11月21日 1987年8月1日  | アメリカ物語 An American Tail                                    | 製作 監督          |
| 1988年11月18日 1989年3月18日 | リトルフット The Land Before Time                                | 監督               |
| 1989年11月17日 1993年4月21日 | 天国から来たわんちゃん All Dogs Go to Heaven                     | 製作 監督          |
| 1992年4月3日                 | 子猫になった少年 Rock-a-Doodle                                   | 製作 脚本 監督     |
| 1994年3月30日 1994年12月23日 | おやゆび姫 サンベリーナ Thumbelina                               | 製作 脚本 監督     |
| 1994年10月4日                | セントラルパークの妖精 A Troll in Central Park                   | 監督               |
| 1995年4月11日 1995年6月10日  | ペンギン物語〜きらきら石のゆくえ〜 The Pebble and the Penguin    | 監督               |
| 1997年11月21日 1998年8月29日 | アナスタシア Anastasia                                           | 製作 監督          |
| 1999年11月16日               | バルトーク・ザ・マジシャン Bartok the Magnificent                | 監督               |
| 2000年6月16日 2000年8月12日  | タイタンA.E. Titan A.E.                                          | 製作 監督          |